# Garganta profunda Parte II
 Deep Throat Part II más conocida como Garganta profunda parte II (en español) es una película de género Erótica y comedia que es la segunda parte de Garganta profunda (película), de Estados Unidos, esta nueva versión en 1974, resultó con mucho éxito pero no tanto como la primera parte, ya que la película no muestra escenas pornográficas. Estuvo dirigida por joseph w. sarno, producida por Louis Peraino y protagonizada por los actores; Linda Lovelace, Harry Reems, Levi Richards, David Davidson, Ashley Moore, Kevin Andre y Chris Jordan.

## Reparto
- Linda Lovelace - Enfermera Linda Lovelace
- Harry Reems - Dr. Jayson
- Levi Richards - Dilbert
- David Davidson - Ken Neighbor
- Chris Jordan - Sonya Toroscova
- Kevin Andre - Agente Ruso
- Ashley Moore - Agente americano
- Tina Russell - Julieta
- Sidney Shaw - Tom
- Tom Browne - conductor marino
- Alegría Chutz - Jennifer
- Vince Lipani - propietario
- Jamie Gillis - Agente americano
- Marc Stevens - Agente americano
- Tanya Tickler - Agente americano
- Terrance Brad - Hobo
- Carlos Wilson - Gorila
- Carlos Gonzales - Agente Ruso
- Davey Jones - Muchacha de oficina
- Jacklyn Zeman - Muchacha de oficina
- Joyce Stoller - Muchacha de oficina
- Judy Tenuta - Muchacha de oficina

## Banda sonora
Algunos temas fueron creados para esta película, que llevaron éxitos con las canciones y en la canción principal "She's Got to Have It" que aparece en el inicio y al final de la película.
| Música               | Intérprete                                          | Año  |
| -------------------- | --------------------------------------------------- | ---- |
| She's Got to Have It | Tony Bruno, M. Kupersmith, Kenny Vance,S. Nathanson | 1973 |
| Deep Throat II       | Michael Colicchio (autor)                           | 1974 |
| Deeper & Deeper      | Tony Bruno (autor)                                  | 1974 |
| La La Linda          | Michael Colicchio (autor)                           | 1974 |

## Producción
- Ambientación: Estados Unidos 1974
- Productora: Damiano Films
- Productor; Luis Peraino, Stanley Stevens
- Director: Joseph w. sarno
- Director de fotografía: George Quinn
- Guion: Joseph w. sarno, Joe Sarno
- Música: Lou Argese, Tony Bruno
- Editor: George Thomas
- Jefe de producción: Charles Carmello
- Camarografos: Bil Godsey, Chris Corpus
- Efectos especiales: Louis Antzes
- Supervisor de la construcción: Angelo Luezzi
- Grip: Furman Lee